# Golfe (conseil législatif)
Ne doit pas être confondu avec Golfe (division sénatoriale canadienne).
Division du Conseil législatif du Québec
Golfe est une division du Conseil législatif du Québec ayant existé de 1867 à 1968. Elle est abolie en même temps que le Conseil lui-même.

## Liste des conseillers
| Années | Années      | Conseiller législatif | Parti        |
| ------ | ----------- | --------------------- | ------------ |
|        | 1867 - 1872 | John Le Boutillier    | Conservateur |
|        | 1873 - 1887 | Thomas Savage         | Conservateur |
|        | 1887 - 1897 | David Alexander Ross  | Libéral      |
|        | 1897 - 1917 | Richard Turner        | Libéral      |
|        | 1918 - 1940 | Frank Carrel          | Libéral      |
|        | 1942 - 1968 | Jules-André Brillant  | Libéral      |